# Resolutie 1106 Veiligheidsraad Verenigde Naties
Resolutie 1106 van de Veiligheidsraad van de Verenigde Naties werd unaniem door de VN-Veiligheidsraad aangenomen op 16 april 1997 en verlengde de UNAVEM III-missie in Angola met tweeënhalve maand.

## Achtergrond
Nadat Angola in 1975 onafhankelijk was geworden van Portugal keerden de verschillende onafhankelijkheidsbewegingen zich tegen elkaar om de macht. Onder meer Zuid-Afrika en Cuba bemoeiden zich in de burgeroorlog, tot ze zich in 1988 terugtrokken. De VN-missie UNAVEM I zag toe op het vertrek van de Cubanen. Een staakt-het-vuren volgde in 1990, en hiervoor werd de UNAVEM II-missie gestuurd. In 1991 werden akkoorden gesloten om democratische verkiezingen te houden die eveneens door UNAVEM II zouden worden waargenomen.

## Inhoud

### Waarnemingen
Het vredesproces in Angola was opnieuw vooruitgegaan. Zo had de Nationale Assemblée de status van de leider van UNITA als leider van de grootste oppositiepartij goedgekeurd en zaten nu UNITA-afgevaardigden in die Nationale Assemblée.

### Handelingen
Tot grote tevredenheid van de Veiligheidsraad was op 11 april de nieuwe regering van nationale eenheid en verzoening ingezworen. Nu werd bij de partijen aangedrongen de andere punten van het vredesproces uit te voeren, zoals de opname van UNITA-soldaten in het eenheidsleger en de politie en de normalisatie van het staatsgezag in heel Angola.
Het mandaat van de UNAVEM III-vredesmissie werd verlengd tot 30 juni om te helpen met de uitvoering van de resterende taken. De missie zou ook worden omgevormd tot een waarnemingsmissie terwijl de militaire eenheden werden teruggetrokken. Secretaris-generaal Kofi Annan werd ten slotte gevraagd tegen 14 april voorstellen te doen over de missie die UNAVEM III zou opvolgen.

## Verwante resoluties
- Resolutie 1098 Veiligheidsraad Verenigde Naties
- Resolutie 1102 Veiligheidsraad Verenigde Naties
- Resolutie 1118 Veiligheidsraad Verenigde Naties
- Resolutie 1127 Veiligheidsraad Verenigde Naties

Lijst ·  1093 ·  1094 ·  1095 ·  1096 ·  1097 ·  1098 ·  1099 ·  1100 ·  1101 ·  1102 ·  1103 ·  1104 ·  1105 ·  1106 ·  1107 ·  1108 ·  1109 ·  1110 ·  1111 ·  1112 ·  1113 ·  1114 ·  1115 ·  1116 ·  1117 ·  1118 ·  1119 ·  1120 ·  1121 ·  1122 ·  1123 ·  1124 ·  1125 ·  1126 ·  1127 ·  1128 ·  1129 ·  1130 ·  1131 ·  1132 ·  1133 ·  1134 ·  1135 ·  1136 ·  1137 ·  1138 ·  1139 ·  1140 ·  1141 ·  1142 ·  1143 ·  1144 ·  1145 ·  1146